# 문서제출명령
문서제출명령(文書提出命令, Subpoena duces tecum)은 민사소송법 상의 제도 어느 문서를 서증으로 제출하고자 하나 이를 상대방 또는 제3자가 소지하고 있기 때문에 직접 제출할 수 없는 당사자가 그에 대한 문서제출명령을 구하는 신청으로 서증을 통한 증거조사 절차이다. 현대형 소송에 있어서 증거의 구조적 편재현상에서 오는 당사자 간의 실질적 불평등을 시정하고, 쟁점 및 증거의 사전정리를 실효성 있게 하여 집중심리주의의 실현을 위한 제도이다.문서제출명령을 하려면 문서의 존재와 소지가 증명되어야 하는데, 이에 대한 증명책임은 원칙적으로 신청인에게 있다. 당사자가 문서제출명령에 따르지 않는 경우, 법원은 그 문서의 기재에 관한 상대방의 주장을 진실한 것으로 인정할 수 있는데 상대방의 그 문서에 관한 주장을 진실한 것으로 인정하여야 한다는 것이지, 그 문서에 의하여 증명하고자 하는 상대방의 주장 사실까지 반드시 증명되었다고 인정하여야 하는 것은 아니다.

## 미국
문서제출명령(Subpoena duces tecum)은 미국의 형사소송, 민사소송에서 법원이 발급하는 소환장(Subpoena)이다. 변호사가 문서제출명령 소환장을 발급받아, 경찰을 대동하여 압수수색을 한다. 형사소송에서 검사의 수색영장(Search Warrent)과 비슷하다. 그러나 검사의 강제수색권처럼 자유롭게 강제수색할 수 있는 것은 아니다.
한국에서는 형사소송법에 이러한 서피나 제도가 인정되어 있지 않고, 민사소송에 도입하였으나, 실제로 변호사가 경찰을 대동하고 압수수색하는 뉴스 보도가 나온 적은 거의 없다. 한국에서는 서피나, 즉 소환장 제도는 보통 동행명령장, 출석요구서인 Subpoena ad testificandum로 인식하는 것이 보통이다.

## 민사소송법 조문

### 제344조 (문서의 제출의무)
① 다음 각호의 경우에 문서를 가지고 있는 사람은 그 제출을 거부하지 못한다.
1. 당사자가 소송에서 인용한 문서를 가지고 있는 때
2. 신청자가 문서를 가지고 있는 사람에게 그것을 넘겨 달라고 하거나 보겠다고 요구할 수 있는 사법상의 권리를 가지고 있는 때
3. 문서가 신청자의 이익을 위하여 작성되었거나, 신청자와 문서를 가지고 있는 사람 사이의 법률관계에 관하여 작성된 것인 때.
다만, 다음 각목의 사유 가운데 어느 하나에 해당하는 경우에는 그러하지 아니하다.
가. 제304조 내지 제306조에 규정된 사항이 적혀있는 문서로서 같은 조문들에 규정된 동의를 받지 아니한 문서
나. 문서를 가진 사람 또는 그와 제314조 각호 가운데 어느 하나의 관계에 있는 사람에 관하여 같은 조에서 규정된 사항이 적혀 있는 문서
다. 제315조제1항 각호에 규정된 사항 중 어느 하나에 규정된 사항이 적혀 있고 비밀을 지킬 의무가 면제되지 아니한 문서
② 제1항의 경우 외에도 문서(공무원 또는 공무원이었던 사람이 그 직무와 관련 하여 보관하거나 가지고 있는 문서를 제외한다)가 다음 각호의 어느 하나에도 해당하지 아니하는 경우에는 문서를 가지고 있는 사람은 그 제출을 거부하지 못한다.
1. 제1항 제3호 나목 및 다 목에 규정된 문서
2. 오로지 문서를 가진 사람이 이용하기 위한 문서

### 제345조 (문서제출신청의 방식)
문서제출신청에는 다음 각호의 사항을 밝혀야 한다.
1. 문서의 표시
2. 문서의 취지
3. 문서를 가진 사람
4. 증명할 사실
5. 문서를 제출하여야 하는 의무의 원인

### 제346조 (문서목록의 제출)
제345조의 신청을 위하여 필요하다고 인정하는 경우에는, 법원은 신청대상이 되는 문서의 취지나 그 문서로 증명할 사실을 개괄적으로 표시한 당사자의 신청에 따라, 상대방 당사자에게 신청내용과 관련하여 가지고 있는 문서 또는 신청내용과 관련하여 서증으로 제출할 문서에 관하여 그 표시와 취지 등을 적어 내도록 명할 수 있다.

### 제348조(불복신청)
문서제출의 신청에 관한 결정에 대하여는 즉시항고를 할 수 있다.

## 판례
- 민사소송법 제344조 제1항 제1호, 제374조를 신청 근거 규정으로 기재한 동영상 파일 등과 사진의 제출명령신청에 대하여, 동영상 파일은 검증의 방법으로 증거조사를 하여야 하므로 문서제출명령의 대상이 될 수는 없고, 사진의 경우에는 그 형태, 담겨진 내용 등을 종합하여 감정, 서증, 검증의 방법중 가장 적절한 증거조사 방법을 택하여 이를 준용하여야 함에도, 제1심법원이 사진에 관한 구체적인 심리 없이 곧바로 문서제출명령을 하고 검증의 대상인 동영상 파일을 문서제출명령에 포함시킨 것이 정당하다고 판단한 원심의 조치에는 문서제출명령의 대상에 관한 법리의 오해한 잘못이 있다고 한 사례.[5]

- 2002년 민사소송법의 개정을 통하여 문서제출의무의 대상 범위를 확대한 입법 취지에 비추어 보면 민사소송법 제344조 제2항 각 호에서 규정하고 있는 문서제출거부사유에 해당하지 아니하는 경우 그 소지인은 원칙적으로 문서제출의무를 부담한다고 보아야 할 것이다.[6]

- 민사소송법 제344조 제1항 제1호에서 말하는 ‘당사자가 소송에서 인용한 문서’라 함은 당사자가 소송에서 당해 문서 그 자체를 증거로 인용한 경우뿐 아니라 자기 주장을 명백히 하기 위하여 적극적으로 문서의 존재와 내용을 언급하여 자기 주장의 근거 또는 보조로 삼은 문서도 포함된다고 할 것이고, 민사소송법 제344조 제1항 제1호의 인용문서에 해당하는 이상, 같은 조 제2항에서 규정하는 바와는 달리, 그것이 ‘공무원이 그 직무와 관련하여 보관하거나 가지고 있는 문서’라도 특별한 사정이 없는 한 문서제출의무를 면할 수 없다.[7]

- 민사소송법 제344조 제2항은 같은 조 제1항에서 정한 문서에 해당하지 아니한 문서라도 문서의 소지자는 원칙적으로 그 제출을 거부하지 못하나, 다만 ‘공무원 또는 공무원이었던 사람이 그 직무와 관련하여 보관하거나 가지고 있는 문서’는 예외적으로 제출을 거부할 수 있다고 규정하고 있는 바, 여기서 말하는 ‘공무원 또는 공무원이었던 사람이 그 직무와 관련하여 보관하거나 가지고 있는 문서’는 국가기관이 보유, 관리하는 공문서를 의미한다고 할 것이고, 이러한 공문서의 공개에 관하여는 공공기관의 정보공개에 관한 법률에서 정한 절차와 방법에 의하여야 할 것이다,[8]

- 국민의 '알권리', 즉 정보에의 접근·수집 처리의 자유는 자유권적 성질과 청구권적 성질을 공유하는 것으로서 「헌법」 제21조에 의하며 직접 보장되는 권리이고, 그 구체적 실현을 위하며 제정된 「공공기관의 정보공개에 관한 법률」 (이하 '법'이라고 한다)도 제3조에서 공공기관이 보유·관리하는 정보를 원칙적으로 공개하도록 하여 정보공개의 원칙을 천명하고 있고,법 제9조가 예외적인 비공개사유를 열거하고 있는 점에 비추어 보면, 국민으로부터 보유·관리하는 정보에 대한 공개를 요구받은 공공기관으로서는법 제9조 제1항 각호에서 정하고 있는 비공개사유에 해당하지 않는 한 이를 공개하여야 하고, 이를 거부하는 경우라 할지라도 대상이 된 정보의 내용을 구체적으로 확인·검토하여 어느 부분이 어떠한 법익 또는 기본권과 충돌되어 위 각호의 어디에 해당하는지를 주장 증명하여야만 하며, 여기에 해당하는지 여부는 비공개에 의하여 보호되는 업무수행의 공정성 등의 이익과 공개에 의하여 보호되는 국민의 알권리의 보장과 국정에 대한 국민의 참여 및 국정운영의 투명성 확보 등의 이익을 비교·교량하여 구체적인 사안에 따라 개별적으로 판단되어야 한다.[9]

## 문서의 부제출 훼손에 대한 제재
민사소송법 제349조에 따르면 명령에 따르지 않는 경우 법원은 상대방의 주장을 진실한 것으로 인정할 수 있으며 제350조는 당사자가 상대방의 사용을 방해할 목적으로 제출의무가 있는 문서를 훼손하여 버리거나 이를 사용할 수 없게 한 때에는, 법원은 그 문서의 기재에 대한 상대방의 주장을 진실한 것으로 인정할 수 있다고 하고 있다.

## 같이 보기
- 증거보전
- 증거개시제도
- 디스커버리 (법)
- 비밀심리제도
- 문서 제출의 요청
- 불리한 추정